# テランR
テランR（Terran R）は、アメリカの企業であるレラティビティ・スペースが開発する、1段目の再使用が可能な、二段式の大型ロケットである。テランRは前身となった小型ロケットのテラン1と同様に、部分的に3Dプリントを活用して製造される。初打ち上げは2026年が予定されている。

## 設計

### 2021年版
テランRの計画が初めて公表されたのは2021年6月8日で、レラティビティ・スペースが6億5千万ドルの資金調達に成功した後だった。この時の発表では、テランRはテラン1の進化系であり、3Dプリントで製造され、二段目やフェアリングも含めて完全に再使用が可能であるとされていた。この当時は、打ち上げ能力も再使用で低軌道 (LEO) に20,000 kgとされていた。

### 2023年版
2023年4月12日のテラン1の初飛行の後、レラティビティ・スペースCEOのティム・エリスは、テラン1の開発を打ち切り、今後はテランRの開発に注力することを発表した。この時の発表では、テランRの打ち上げ能力は1段目再使用で低軌道 (LEO) に23,500 kg、使い捨てで33,500 kgとなった。
1段目には13基のイーオンRエンジンを搭載し、1段目全体では14.9 MNの推進力を生みだす。2段目はイーオンR Vacと呼ばれる真空バージョンのエンジンとなり、2段目とフェアリングはいずれも使い捨てとなった。
エリスは、競合する業界首位のスペースX社のファルコン9ロケットと比較して、この設計によりLEOにファルコン9を大幅に上回る打ち上げを行うことを目指している。
2022年7月、レラティビティ・スペースはインパルス・スペースとのパートナーシップを結び、最初のテランRの打ち上げで同社のペイロードを火星に送ることを発表した。打ち上げは2026年が予定されている。